# Galium leptogonium
Galium leptogonium är en måreväxtart som beskrevs av I.Thomps.. Galium leptogonium ingår i släktet måror, och familjen måreväxter. Inga underarter finns listade i Catalogue of Life.